# Marcello Dell’Utri
Marcello Dell’Utri (ur. 11 września 1941 w Palermo) – włoski polityk, przedsiębiorca i prawnik, parlamentarzysta krajowy, poseł do Parlamentu Europejskiego V kadencji (1999–2004). Jeden z najbliższych współpracowników i doradców Silvia Berlusconiego. W procesach karnych uznawany za winnego oszustw podatkowych, defraudacji i współpracy z sycylijską mafią. Skazywany na kary pozbawienia wolności. W mediach i przez włoskich prokuratorów określany mianem „ambasadora mafii”.

## Życiorys

### Działalność zawodowa i publiczna
Z wykształcenia prawnik, ukończył studia w Mediolanie. Pracował w sycylijskiej kasie oszczędnościowej. W 1973 przeniósł się do Mediolanu, gdzie został zatrudniony w przedsiębiorstwie budowlanym Edilnord, kontrolowanym przez Silvia Berlusconiego. Pod koniec lat 70. był zatrudniony w Bresciano Costruzioni, jednak w 1980 powrócił do współpracy z Silviem Berlusconim w ramach firmy Publitalia '80 (działającej w ramach kompanii Fininvest), początkowo jako menedżer, później prezes i dyrektor wykonawczy. Z przedsiębiorstwem tym był związany do 1995.
W pierwszej połowie lat 90. należał do założycieli partii Forza Italia, z jej ramienia w 1996 został wybrany do Izby Deputowanych XIII kadencji z okręgu w Lombardii. W wyborach w 1999 z ramienia Forza Italia uzyskał mandat posła do Europarlamentu. Należał m.in. do grupy chadeckiej, pracował w Komisji Wolności i Praw Obywatelskich, Sprawiedliwości i Spraw Wewnętrznych. W PE zasiadał do 2004. W 2001 i 2006 z listy FI oraz w 2008 z ramienia Ludu Wolności był wybierany do włoskiego Senatu XIV, XV i XVI kadencji. Od 2004 jako członek lub zastępca członka powoływany na reprezentanta krajowego parlamentu w Zgromadzeniu Parlamentarnym Rady Europy. Mandat parlamentarzysty wykonywał do 2013.
Związany także z organizacjami kulturalnymi i społecznymi jako prezes stowarzyszenia Il Circolo Giovani oraz prezes teatru Teatro Lirico w Mediolanie.

### Powiązania z mafią i procesy karne
Uznawany za osobę ściśle związaną z włoską mafią. W 1973 przedstawił Silviowi Berlusconiemu Vittoria Mangano, członka mafii sycylijskiej, którego przyszły premier zatrudniał przez jakiś czas formalnie w charakterze ogrodnika i menedżera swojej willi pod Mediolanem. Według doniesień medialnych zatrudnienie Vittoria Mangano miało chronić dzieci Silvia Berlusconiego przed porywaczami. Antonino Giuffrè, tymczasowo aresztowany w 2002 wysokiej rangi działacz mafii, podał, że po upadku Chrześcijańskiej Demokracji mafia zwróciła swoją uwagę w kierunku nowo założonej partii Forza Italia, którą powołał Silvio Berlusconi. Negocjacje między cosa nostrą i tym ugrupowaniem miał według niego prowadzić właśnie Marcello Dell’Utri. Według niego włoski polityk miał być poważnym i zaufanym współpracownikiem przywódcy mafii Bernarda Provenzano. Informacje o kluczowej roli senatora potwierdził w 2009 Gaspare Spatuzza, kolejny z zatrzymanych członków mafii.
W październiku 1999 zapadł pierwszy skazujący wyrok wobec włoskiego polityka. Za fałszowanie faktur i przestępstwa podatkowe, związane z działalnością firmy Publitalia '80, orzeczono wobec niego karę 2 lat i 3 miesięcy pozbawienia wolności.
W grudniu 2004 Marcello Dell’Utri został w pierwszej instancji przez sąd w Palermo uznany za winnego współudziału w spisku z mafią (wł. concorso in associazione mafiosa) i skazany na karę 9 lat pozbawienia wolności. Według sędziów działał w sposób konkretny, dobrowolny i świadomy, ułatwiając cosa nostrze kontakty z ważnymi środowiskami gospodarczymi i finansowymi. Marcello Dell’Utri publicznie skrytykował wyrok jako bezkrytyczne w jego ocenie powtarzanie argumentów prokuratury. Proces odwoławczy trwał kilka lat, w czerwcu 2010 sąd apelacyjny w Palermo obniżył karę pozbawienia wolności do siedmiu lat. Sędziowie uznali jednocześnie, że kontakty z mafią trwały tylko do 1992, odrzucając tym samym tezę o wejściu Silvia Berlusconiego do polityki (co nastąpiło dwa lata później) w wyniku porozumienia z cosa nostrą.
W maju 2007 wobec niego oraz działacza mafii Vincenza Virgi zapadł w innym procesie wyrok skazujący na kary po 2 lata pozbawienia wolności za wymuszanie pieniędzy od jednego z przedsiębiorców. Postępowanie w tej sprawie toczyło się dalej w kolejnych instancjach.
W kwietniu 2014 został zatrzymany w Libanie, dokąd uciekł z Włoch, po ekstradycji do Włoch rozpoczął odbywanie kary. W kolejnym postępowaniu w 2018 zapadł wobec niego w pierwszej instancji wyrok skazujący na 12 lat pozbawienia wolności.